# Епархия Диамантину
Епархия Диамантину (лат. Dioecesis Adamanteae) — епархия Римско-католической церкви c центром в городе Диамантину, Бразилия. Епархия Диамантину входит в митрополию Куябы. Кафедральным собором епархии Диамантину является собор Непорочного Зачатия Пресвятой Девы Марии.

## История
22 марта 1929 года Римский папа Пий XI выпустил буллу Cura universae Ecclesiae, которой учредил территориальную прелатуру Диамантину, выделив её из архиепархии Куябы.
16 октября 1979 года Римский папа Иоанн Павел II выпустил буллу Cum prelaturae, которой преобразовал территориальную прелатуру Диамантину в епархию.

## Ординарии епархии
- епископ Alonso Silveira de Mello (13.06.1955 — 29.11.1971);
- епископ Henrique Froehlich (29.11.1971 — 25.03.1982) — назначен епископом Синопа;
- епископ Agostinho Willy Kist (15.11.1982 – 26.08.1998);
- епископ Canísio Klaus (26.08.1998 — 19.05.2010) — назначен епископом Санта-Крус-ду-Сула;
- епископ Vital Chitolina (28.12.2011 — по настоящее время).

## Источник
- Annuario Pontificio, Ватикан, 2007
- Булла Cura universae, AAS 23 (1931), стр. 320  (лат.)
- Булла Cum prelaturae  (лат.)